# VALE TUDO JAPAN
VALE TUDO JAPAN （ヴァーリ・トゥード・ジャパン）は、日本の総合格闘技団体。2012年より正式名称をVTJに変更。代表は修斗を運営するサステインの坂本一弘。

## 歴史
1994年に修斗の佐山聡、中村頼永が中心となって第1回大会を開催し、ヒクソン・グレイシーを日本に初招聘。以降1999年までに6大会開催。2009年に約10年ぶりに開催され、2012年12月にケージを使用した大会として3年ぶりに開催。以降2016年までに11大会を開催。2021年11月にプロ修斗との昼夜2部大会として5年2か月ぶりに開催。

## ルール
試合によりプロ修斗ルールを採用する試合と「新VTJルール」を使用する試合が混同する。プロ修斗公式戦の場合はプロ修斗ルール、それ以外は「新VTJルール」を使用する。

### 新VTJルール
旧VTJのルールよりも､より修斗ルールに近いものを採用。判定基準などは修斗ルールに準じる。
5分3Rまた5分5R。オープンフィンガーグローブは､ISC認定のグローブを､ウイニングに提案して開発。判定はあり。踏みつけと4点ポジションでの頭部への膝蹴りは有効 (サッカーボールキックは禁止)。修斗はkg単位の階級制だが、VTJではネバダ州アスレチック・コミッションの階級またはそれに近いポンド単位の階級制。

## 主な歴代出場選手
出典
- ヒクソン・グレイシー
- 川口健次
- 西良典
- 中井祐樹
- 山本宜久
- ジェラルド・ゴルドー
- 木村浩一郎
- 朝日昇
- ホイラー・グレイシー
- 中尾受太郎
- 桜井“マッハ”速人
- 巽宇宙
- 宇野薫
- ウラジミール・マティシェンコ
- 須田匡昇
- ブランドン・リー・ヒンクル
- アンドレ・ペデネイラス
- フランク・シャムロック
- ハファエル・コルデイロ
- 加藤鉄史
- アレッシャンドリ・フランカ・ノゲイラ
- エンセン井上
- ランディ・クートゥアー
- 佐藤ルミナ
- 五味隆典
- マモル
- ヴィラミー・シケリム
- 冨樫健一郎
- コーリー・グラント
- リオン武
- 堀口恭司
- 石渡伸太郎

## 大会一覧
| 大会名                    | 開催年月日     | 会場                      | 開催地         |
| ------------------------- | -------------- | ------------------------- | -------------- |
| VTJ 2021                  | 2021年11月6日  | USEN STUDIO COAST         | 東京都江東区   |
| VTJ 8th                   | 2016年9月19日  | 舞浜アンフィシアター      | 千葉県浦安市   |
| VTJ in OSAKA              | 2016年6月19日  | 大阪府立体育会館          | 大阪府大阪市   |
| VTJ in OKINAWA            | 2015年10月3日  | 沖縄県立武道館            | 沖縄県那覇市   |
| VTJ 7th                   | 2015年9月13日  | 舞浜アンフィシアター      | 千葉県浦安市   |
| VTJ in OSAKA              | 2015年6月21日  | 大阪府立体育会館第2競技場 | 大阪府大阪市   |
| VTJ 6th                   | 2014年10月4日  | 大田区総合体育館          | 東京都大田区   |
| VTJ 5th in OSAKA          | 2014年6月28日  | 大阪府立体育会館第2競技場 | 大阪府大阪市   |
| VTJ 4th                   | 2014年2月23日  | 大田区総合体育館          | 東京都大田区   |
| VTJ 3rd                   | 2013年10月5日  | 大田区総合体育館          | 東京都大田区   |
| VTJ 2nd                   | 2013年6月22日  | TDCホール                 | 東京都文京区   |
| VTJ 1st                   | 2012年12月24日 | 国立代々木第二体育館      | 東京都渋谷区   |
| VALE TUDO JAPAN 09        | 2009年10月30日 | JCBホール                 | 東京都文京区   |
| VALE TUDO JAPAN '99       | 1999年12月11日 | 東京ベイNKホール          | 千葉県浦安市   |
| VALE TUDO JAPAN '98       | 1998年10月25日 | 東京ベイNKホール          | 千葉県浦安市   |
| VALE TUDO JAPAN '97       | 1997年11月29日 | 有明コロシアム            | 東京都江東区   |
| VALE TUDO JAPAN '96       | 1996年7月7日   | 東京ベイNKホール          | 千葉県浦安市   |
| VALE TUDO JAPAN OPEN 1995 | 1995年4月20日  | 日本武道館                | 東京都千代田区 |
| VALE TUDO JAPAN OPEN 1994 | 1994年7月29日  | 東京ベイNKホール          | 千葉県浦安市   |